# Internationale Wielertrofee Jong Maar Moedig 2009
La 25e édition de l'Internationale Wielertrofee Jong Maar Moedig a eu le 24 juin 2009. La course fait partie du calendrier UCI Europe Tour 2009 en catégorie 1.2. Elle a été remportée par Thomas De Gendt (Topsport Vlaanderen-Mercator), immédiatement suivi par Thomas Berkhout (Rabobank Continental) et huit secondes plus tard par Tom Criel (Topsport Vlaanderen-Mercator).

## Classement
| Classement général | Classement général | Classement général | Classement général               | Classement général |
|                    | Coureur            | Pays               | Équipe                           | Temps              |
| ------------------ | ------------------ | ------------------ | -------------------------------- | ------------------ |
| 1er                | Thomas De Gendt    | Belgique           | Topsport Vlaanderen-Mercator     | en 4 h 14          |
| 2e                 | Thomas Berkhout    | Pays-Bas           | Rabobank Continental             | m.t                |
| 3e                 | Tom Criel          | Belgique           | Topsport Vlaanderen-Mercator     | + 8 s              |
| 4e                 | Steven Kruijswijk  | Pays-Bas           | Rabobank Continental             | + 1 min 21 s       |
| 5e                 | Taylor Phinney     | États-Unis         | Trek Livestrong                  | + 1 min 40 s       |
| 6e                 | Steven De Neef     | Belgique           | Jong Vlaanderen-Bauknecht        | + 1 min 44 s       |
| 7e                 | Jan Bluekens       | Belgique           | Profel Continental               | + 2 min 12 s       |
| 8e                 | Karel Baten        | Belgique           | Josan Isorex Mercedes Benz Aalst | m.t                |
| 9e                 | Ruud Aerts         | Pays-Bas           | ?                                | m.t                |
| 10e                | Jarno Van Guyse    | Belgique           | Jong Vlaanderen-Bauknecht        | m.t                |
| modifier           |                    |                    |                                  |                    |